# Macropsis canariensis
Macropsis canariensis är en insektsart som beskrevs av Lindberg 1954. Macropsis canariensis ingår i släktet Macropsis och familjen dvärgstritar. Inga underarter finns listade i Catalogue of Life.